# بازی مرورگر

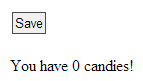
بازی مرورگر

بازی مرورگر (به انگلیسی: Browser Game) بازی های کامپیوتری هستند که در اینترنت توسط مرورگر وب اجرا می شوند. این بازی می توانند با استفاده از تکنولوژی استاندارد وب یا افزونه های مرورگر ساخته شوند. این بازی ها می توانند روی انواع بن‌سازه رایانش اجرا شوند.